# NGC 789
NGC 789 je galaksija u zviježđu Trokut.

## Vanjske poveznice
- SEDS: NGC 789